# Mastomys coucha
Mastomys coucha  (Smith, 1834) è un roditore della famiglia dei Muridi diffuso nell'Africa meridionale.

## Descrizione

### Dimensioni
Roditore di piccole dimensioni, con la lunghezza della testa e del corpo tra 77 e 132 mm, la lunghezza della coda tra 75 e 103 mm, la lunghezza del piede tra 18 e 22 mm, la lunghezza delle orecchie tra 16 e 20 mm e un peso fino a 54 g.

### Aspetto
Le parti superiori sono fulve con dei riflessi nerastri, più grigiastre negli esemplari giovani, mentre le parti ventrali sono grigiastre scure. Gli arti sono bianchi. La coda è lunga quanto la testa ed il corpo, interamente scura, finemente ricoperta di peli rigidi e rivestita da circa 14 anelli di scaglie per centimetro. Le femmine hanno 12 paia di mammelle. Il cariotipo è 2n=36 FN=56.

## Biologia

### Comportamento
È una specie terricola e notturna.

### Riproduzione
Si riproduce stagionalmente con pause nei mesi invernali secchi, sebbene alcuni studi suggeriscano che possa accoppiarsi in qualsiasi periodo dell'anno. La maturazione sessuale è stimolata da alcune sostanze chimiche presenti nelle piante germinanti. Danno alla luce 8-10 piccoli alla volta dopo 21-22 giorni di gestazioni e intervallati dal parto successivo mediamente di 33 giorni. Alla nascita sono privi di peli e indifesi, aprono gli occhi dopo 15 giorni e vengono svezzati al 21 giorno. Il cariotipo è 2n=36 FN=54.

## Distribuzione e habitat
Questa specie è diffusa nell'Africa meridionale e sud-occidentale. Sono presenti 3 differenti popolazioni disgiunte.
Vive in diversi tipi di habitat, dalle zone semi-desertiche, arbusteti del Karoo, praterie di Veld alle savane umide e secche fino a 1 600 metri di altitudine. Si trova anche in aree coltivate ed insediamenti umani.

## Tassonomia
Sono state riconosciute 2 sottospecie:
- M.c.coucha: Zimbabwe centro-meridionale; Botswana meridionale; Province sudafricane dello Mpumalanga, Gauteng, Limpopo, Nordovest, Free State, Capo Settentrionale orientale, Capo Occidentale orientale, Capo Orientale occidentale e settentrionale; Lesotho occidentale;
- M.c.bradfieldi (Roberts, 1926): Angola centro-meridionale e Namibia centro-settentrionale e centrale.

## Conservazione
La IUCN Red List, considerato il vasto areale, la popolazione numerosa, la presenza in diverse aree protette e la tolleranza alle modifiche ambientali, classifica M.coucha come specie a rischio minimo (Least Concern).